# 침공

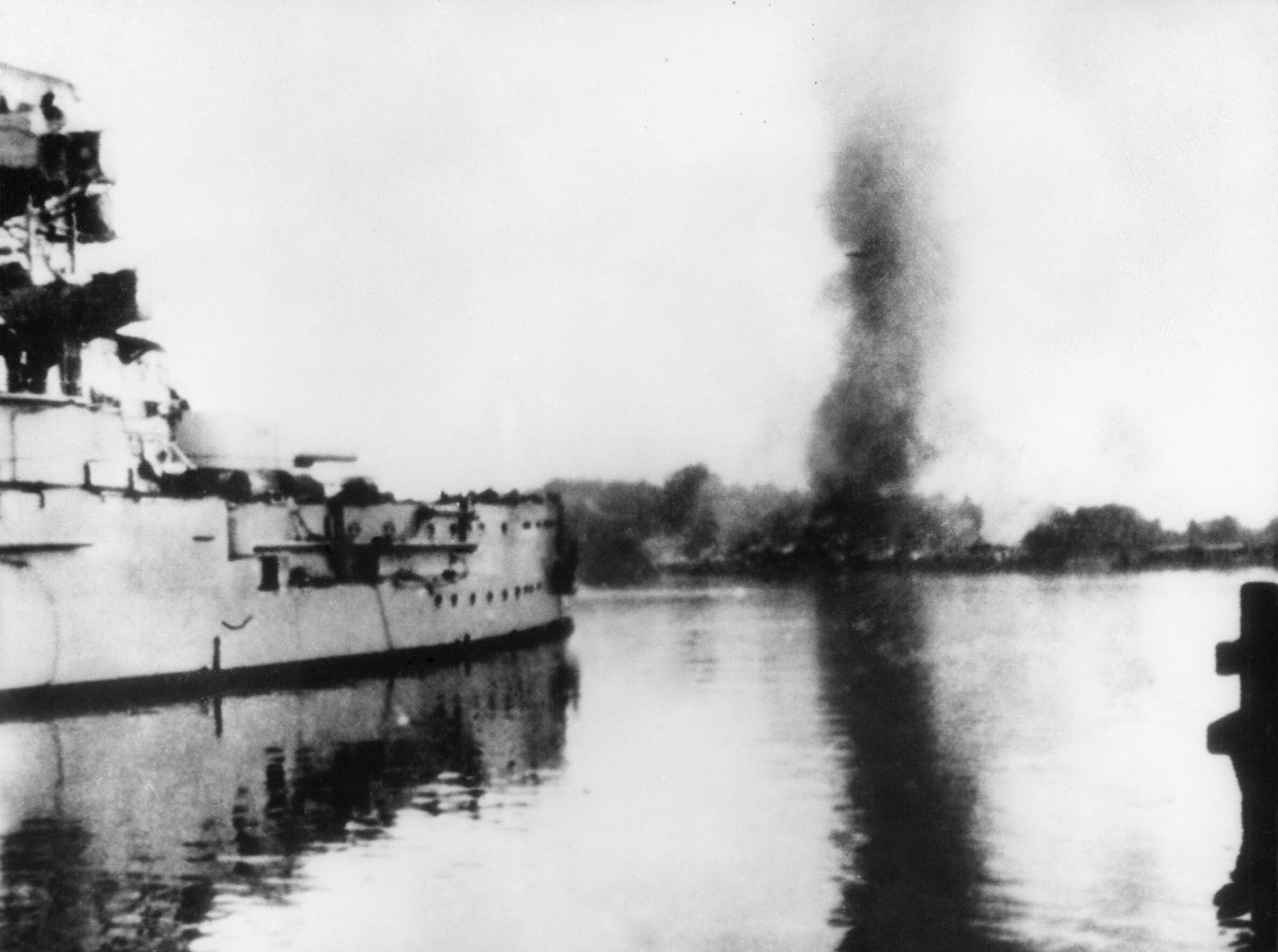

침공(侵攻)은 군사학의 용어로, 한 국가, 무장 세력이 다른 국가 또는 무장 세력에 공격을 하여 그 영토, 세력권을 침범하는 행위를 말한다. 자위권에 반대되는 개념인 국제법 용어의 침략(aggression)과 달리 반드시 상대방의 주권과 정치적 독립을 일방적으로 침해 목적으로는 할 수 없는 가치 중립적인 개념이다. 침략과 순수한 군사학적 관점에서 침공과 동의어로 사용되기도 한다.

## 같이 보기
- 공격성
- 싸움
- 정복
- 점령
- 전력투사
- 주권
- 불법침해
- 침략 전쟁